# Matthias Eyrl von Eyrsperg
Matthias Eyrl von Eyrsperg (* 1614 in Dillingen an der Donau; † 27. März 1689 in Wiener Neustadt) war Bürgermeister von Wiener Neustadt.

## Leben
Matthias Eyrl von Eyrsperg, geboren im schwäbischen Dillingen, Magister der Philosophie, wurde 1642 in Wiener Neustadt urkundlich genannt. Durch kluge Heirat gelang ihm die Aufnahme in die Bürgerschaft der Stadt. Seine Frau besaß ein größeres Haus in der Herrengasse Ecke Wiener Straße und einen ausgedehnten Grundbesitz insbesondere mit Weingärten. Diese erste Ehe blieb kinderlos.
1656 heiratete er seine zweite Frau Anna Lucia – eine wohlhabende Bürgerliche – und hatte mit ihr 15 Kinder. 1683 verstarb die Frau.
Er heiratete im hohen Alter im April 1684 seine dritte Frau Eleonora Sophia Freiin von Neuhauß – aus einem verarmten adeligen Haus – und hatte mit ihr drei Kinder.

## Politik
1647 wurde er Mitglied des inneren Rates. 1650 wurde er Oberzeugwart. 1654 ist er für die Schulen der Superintendent der Stadt. 1660 wurde er Oberstadtkämmerer. Im Jahr 1666 hatte er das Amt des Stadtrichters inne.
1670 wurde ihm das Amt des Bürgermeisters übertragen, welches er bis zu seinem Tod 1689 innehatte.
Knapp nach seinem Amtsantritt erfolgte die Hinrichtung der in Wiener Neustadt gefangenen Verschwörer Zrinyi und Frankopan. Der Hexenprozess gegen die Zauberin Afra Schick und den Hexenmeister Michael Gsöller fällt auch in seine Amtszeit.
1679 erlitt die Stadt eine verheerende Pest.
In seinem Haus in Wiener Neustadt wurde 1688 ein prominenter Gefangener mit seiner Familie einquartiert, Czonka Beg, den in türkischen Diensten stehende Kommandant der Festung Ofen, welcher 1686 von den kaiserlichen Truppen gefangen genommen wurde.

## Auszeichnungen
- 1666: In Anerkennung seiner diversen Ämter für die Stadt und vor allem für seine Verdienste um die Stadtbefestigung gegen die Türken erhielt er den Titel eines kaiserlichen Rates und für sich und seine Nachkommen das Adelsprädikat <von Eyrsperg> verliehen.
- Das Eyrlsche Wappen bei den Ratsherrenstühlen im nördlichen Seitenschiff im Dom von Wiener Neustadt zeigt im vierfeldrigen Schild rechts oben und links unten auf rotem Grund einen grünen Dreiberg, auf dessen Spitze ein Ei aufgesetzt ist, und im linken oberen und rechten unteren Feld ein Büffelhorn als altes Eyrlsches Wappen.
- Sein Grabstein steht im nördlichen Querschiff im Dom von Wiener Neustadt.
- Ein Teil des Ringes von Wiener Neustadt wurde am 14. Oktober 1890 nach ihm benannt.